# 중화민국 (1912년~1949년)
중화민국(중국어 정체자: 中華民國, 병음: Zhōnghuá Mínguó)은 1912년부터 국부천대하여 대만으로 옮긴 1949년까지 중국 대륙을 통치하였다. 1949년까지만 하여도 5억 4100만 명의 인구를 거느리며 세계에서 가장 인구가 많은 국가였으며, 1971년에 유엔(UN)에서 중국의 대표권을 박탈당하기 전까지만 하여도 국제사회에서 중국 대륙 전체를 대표하는 합법적인 정부로 인정받았다. 현재 중화인민공화국 측에서는 중화민국이 대륙을 다스렸던 시기를 민국시기(民國時期)라고도 칭한다.
중화민국은 1912년 쑨원이 청나라를 무너뜨리고 신해혁명을 일으키며 최초로 건국되었다. 쑨원은 안정적인 지배력 확보를 위하여 당시 유력 군벌이었던 위안스카이와 손을 잡았고, 위안스카이는 중화민국의 총통으로 즉위하였다. 위안스카이 총통은 자신의 주력인 북양함대를 기반으로 하여 독재 체제를 굳혀나갔고, 1912년 12월에 치러진 총선에서 쑨원 주도의 중국 국민당이 승리를 거두자 결국 국민당의 지도자였던 쑹자오런을 암살시켰다. 위안스카이와 그의 동조자들이 중국 대륙을 통치한 이 시기의 중화민국을 북양정부라고 부른다. 위안스카이는 이후 중화제국을 선포하고 황제의 자리에 올랐으나, 시민들의 반발이 워낙 거세자 결국 황제에서 스스로 퇴위하였다.
군벌 시대가 도래하며 중국 대륙에 혼란이 가중되던 와중, 1921년에 국민당이 중국 공산당의 도움을 받아 광저우에 국민정부를 세웠고, 1925년에 쑨원이 사망하자 그의 뒤를 이은 장제스 총통이 북벌을 실시하여 1928년에 마침내 부패한 북양정부를 무너뜨리는 데에 성공하였다. 1927년 4월에는 난징에 수도를 둔 통합 정부를 구성하는 데에 성공하였고, 1927년에는 4·12 사건을 일으켜 상하이에서 공산당의 세력을 쓸어버리고자 하였다. 이는 중국 공산당의 강력한 반발을 불러일으켰고, 결국 본격적인 국공 내전이 발발하게 되었다.
중국은 1930년대 동안 중화민국 주도의 산업화를 겪으며 나름대로 비약적인 산업화와 경제 성장을 이루었으나, 고질적인 군벌 간의 세력 다툼, 부정부패, 그리고 일본 제국과의 전쟁 때문에 그 성장에 제동이 걸렸다. 일본 제국은 만주사변과 뒤이은 내몽골 및 화북 지방 진출로 중국 대륙에 대한 진출을 지속적으로 시도했고, 이 결과 1937년 중일 전쟁이 발발했다. 중일 전쟁은 1945년에 일본이 패망하며 무조건 항복할 때까지 지속하였고, 이 전쟁에서 승리한 중화민국 정부는 청일 전쟁 이후 일본에게 빼앗겼던 펑후 제도와 타이완섬을 되찾을 수 있었다.
중화민국이 일본과의 전쟁에서 승리하고 1946년에는 공식 헌법까지 제정하면서 안정을 추구했음에도 불구하고, 평화는 일찍 찾아오지 않았다. 중국 공산당이 세력을 일으켜 국공 내전을 다시 지속하였고, 결국 1949년에는 중화민국 정부가 중국 공산당과의 여러 전투에서 패배하면서 중국 대륙에 대해 통치권을 상실하기 시작했다. 중화민국은 수도를 난징에서 광저우로, 충칭으로, 청두로, 결국에는 타이완섬으로 건너가면서 타이베이로 천도하였다. 이로 인해 중화민국은 중국 본토에 대한 영향력 대부분을 상실하였으나, 하이난섬은 1950년까지, 티베트 지방은 1951년까지 지배권을 유지할 수 있었다.
중화민국은 국제연맹과 유엔의 창립 회원국이며, 만국우편연합과 국제올림픽위원회의 일원이기도 하였다.

## 역사

### 개요
1900년대 들어 기존의 청나라는 통제력을 완전히 상실하며 무너져갔고, 결국 1911년 10월의 우창 봉기로 인하여 신해혁명이 일어나며 1912년 1월 1일에 공식적으로 중화민국이 건국되었다. 중화민국은 민주적인 공화정의 이념을 중심 강령으로 세워졌으나, 군벌들의 난립, 일본 제국의 침공, 고질적인 부정부패 등으로 인하여 결국에는 장제스의 1인 독재 체제가 굳어졌으며 타이완섬으로 쫓겨간 1949년까지도 정작 국민들에 의한 민주적인 통치가 이루어진 적인 거의 없었다.
1945년에 일본이 망하며 펑후 제도와 타이완섬을 다시 중국에게 돌려주었고, 이를 중화민국이 맡아 관리하게 되었다. 그러나 얼마 지나지 않아 국공내전이 재발발하면서 중화민국 정부는 공산당 세력에게 중국 본토의 지배권을 빼앗겼고, 본토에서의 지배권을 상실한 중화민국 정부는 타이완섬으로 도망쳐 타이베이를 임시 수도로 선포, 후일을 기약할 수 밖에 없었다. 한편 중국 본토를 장악한 공산당 세력은 1949년 10월 1일에 베이징에서 중화인민공화국의 수립을 선포하였다.

### 건국
한때 200여 년간 중국 역사상 최장의 전성기를 누렸던 청나라도 19세기에 이르자 결국 쇠퇴하기 시작하였다. 1900년에는 의화단의 난이 일어나 서양인들을 공격, 서구 열강들이 중국을 침략하게 만드는 빌미를 주었고, 청나라는 이들을 달래기 위하여 엄청난 양의 배상금을 지불하고 각종 이권들을 넘겨주어야 했다. 한편 보수적인 청 조정은 개혁을 소극적, 국지적으로만 실시하였고, 결국 시대의 흐름에 따라가지 못한 청나라는 필연적으로 무너질 수 밖에 없는 운명을 맞았다. 청나라가 존속할 수 있었던 유일한 이유는 딱히 청나라를 대체할 정부 체제가 아직까지 존재하지 않았다는 것 뿐이었는데, 계속하여 청나라가 외세 열강들에 의해 휘청거리고 갈수록 지배층인 만주족에 대한 한족의 반감이 심해지자, 결국 청나라를 몰아내고 새로운 정부를 세우자는 움직임이 강해졌다.
1911년 10월에는 마침내 우창 봉기가 일어나 국민들이 청나라의 사슬을 끊어내고 새로운 공화정의 건국 움직임에 불을 붙였고, 1911년 12월에는 17개의 성에서 모인 대표들이 쑨원을 새로운 대표로 선출하였다. 쑨원은 취임 직후 '봉건적인 만주족 조정을 몰아내고, 중화민국의 공화정 체제를 굳건히 하며 국민들의 복지에 힘쓸 것'을 맹세하였다. 이로서 1912년 1월 1일에 마침내 아시아 최초의 공화정인 중화민국이 건국되었다. 그러나 신생 중화민국은 명분만 있었을 뿐 실질적인 군사력은 기존의 세력들에 비하여 상당히 빈약하였고, 중화민국은 이 난국을 타개하기 위하여 당시 최고의 실력가였던 북양함대의 지도자 위안스카이와 협상을 진행하여 만일 청나라를 몰아내는 데에 도움을 준다면 중화민국의 총통 지위를 보장하겠다고 설득하였다. 위안스카이는 이를 받아들였고, 청나라의 마지막 황제인 선통제는 강제 퇴위당했으며 이로 인해 약 2,000여 년간 지속된 중국의 황제정이 막을 내렸다. 한편 쑨원의 사상적 동지였던 쑹자오런은 쑨원의 국민당을 이끌어 지주, 중산층, 지식인에게 친화적인 정책들을 내놓았고, 이 정책들은 그들의 인기를 끄는 데에 성공하여 총선에서도 쉽게 승리할 수 있었지만 그러나 국민당의 세력이 커지는 것을 경계한 위안스카이가 쑹자오런을 비밀리에 암살하게 된다.

## 같이 보기
- 중러 관계